# .xyz
.xyz는 최상위 도메인의 이름이다. ICANN의 새로운 일반 최상위 도메인(gTLD) 프로그램에 제안되었으며 2014년 2월 19일 일반에 공개되었다. 탑 레벨 디자인(TLD)은 이 문자의 도메인 네임 등록 기관이다.

## 채택
2015년 11월에 .xyz 도메인 이름 등록 건수는 150만 건에 달했다. 이는 해당 도메인을 사용하는 최초의 주요 기업 중 하나인 구글이 자사(알파벳 (기업)) 웹사이트에 abc.xyz를 사용하기로 결정한 데 따른 결과일 수 있다. 그러나 도메인 이름 등록 기관인 베리사인과 기타 업체에서는 도메인 이름 등록 기관인 네트워크 솔루션스(Network Solutions)가 옵트아웃(opt-out) 방식에 따라 고객 계정에 이러한 이름을 배치하여 수십만 개의 이름을 제공했다고 주장했다.